# Epactozetes imitator
Epactozetes imitator är en kvalsterart som beskrevs av Grandjean 1930. Epactozetes imitator ingår i släktet Epactozetes och familjen Epactozetidae. Inga underarter finns listade i Catalogue of Life.